# 韋伯倫財

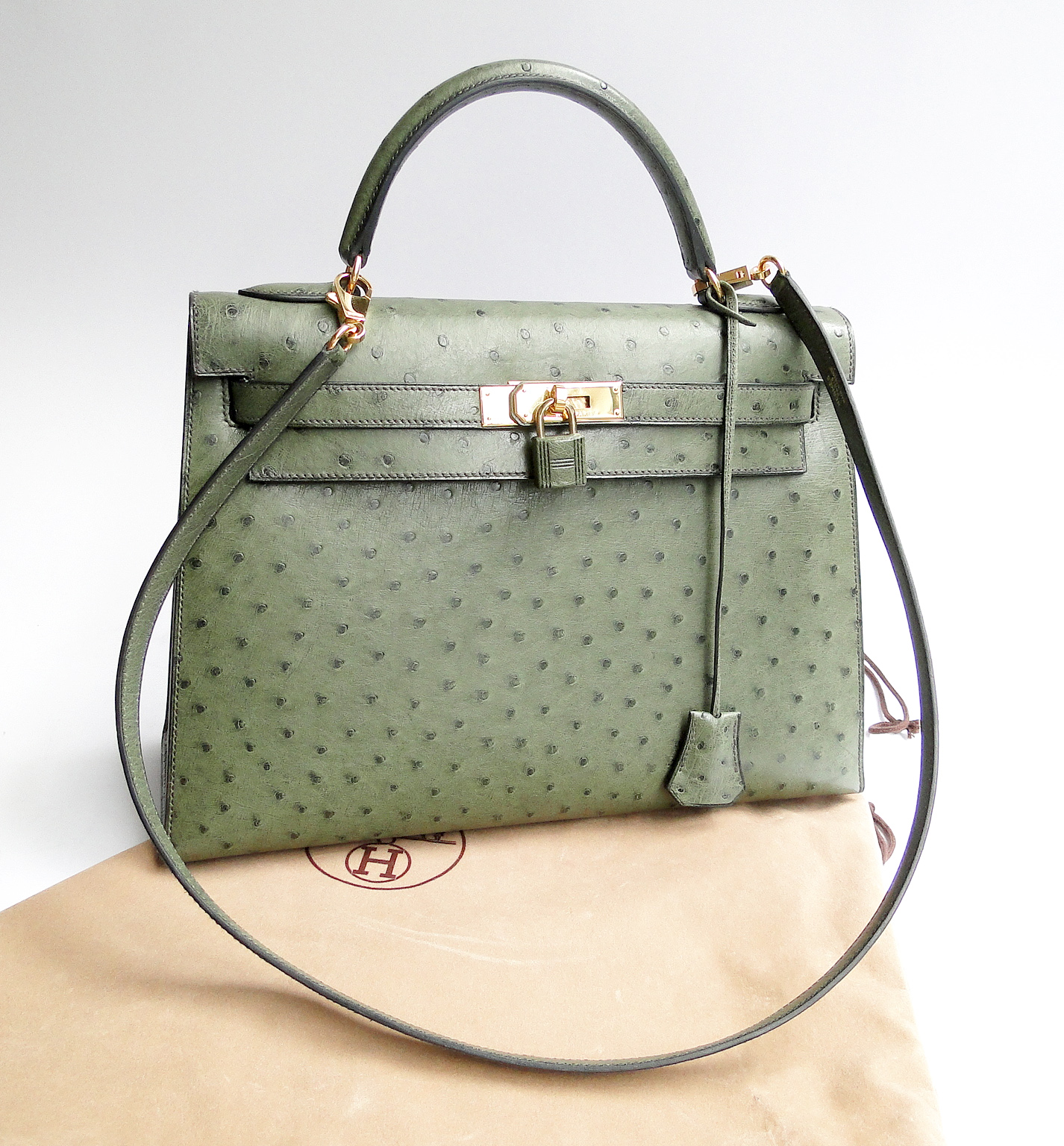
名牌皮包即是韋伯倫商品的一例

韋伯倫商品（英語：Veblen Good），又稱炫耀財，為一經濟學名詞，指財貨需求與財貨價格成正向關係的正常財，違反需求法則。這種財貨能滿足人類的虛榮心，是財富與地位的炫耀，故稱為炫耀性消費（Conspicuous consumption）。

## 起源
此名詞源於托斯丹·范伯倫（Thorstein Veblen），他于1899年在著作《有闲阶级论》中提出了炫耀性消费这一概念。
哈维·莱宾斯坦（Harvey Leibenstein）在1950年发表的论文《消费需求理论中的从众、势利和凡勃伦效应》（Bandwagon, Snob, and Veblen Effects in the Theory of Consumers' Demand）中，首次明确提出了“韦伯伦效应”（Veblen Effect），用于描述价格升高反而刺激需求的现象。
1970年代，随着消费行为研究的深入，“韦伯伦商品”逐渐成为经济学教材中与“吉芬商品”并列的特殊案例，用于解释需求曲线的异常形态。

## 原理
韦伯伦商品的需求源于消费者对“社会信号”的追求。高价本身成为商品效用的一部分，购买行为向消费者身边的人传递了“我有能力负担昂贵商品”的信息。消费者对这种心理效应的追求导致高价反而使得需求量上升，需求曲线向右上方倾斜，形成独特的市场现象。

## 典型例子
價格高昂的寶石、名車、名牌精品等奢侈品、限量款球鞋及艺术品，以及私人飞机等高端服务皆為韋伯倫商品的例子。

## 反對看法
根據香港經濟學家張五常教授分析，炫耀財沒有違反需求定律。他解釋，如果將炫耀視為經濟物品，則人們消費炫耀財，也是購買「炫耀」。假如有一手錶價值50000元，有10單位炫耀(一單位炫耀價值5000元)，同時，另一手錶價值70000元，有50單位炫耀(一單位炫耀價值1400元)，依據需求法則，一些購買能力高而且只考量炫耀的人會因一單位炫耀價值下降，傾向售買70000元手錶而非50000元手錶。正常的價格機制仍在作用。